# Jean Maximilien Lucas
Jean Maximilien Lucas (ur. między 1636 a 1646, zm. 1697) – francuski wydawca i drukarz, różokrzyżowiec i hugenota, pracujący w Niderlandach, pierwszy biograf Barucha Spinozy.
Wyemigrował do Holandii około roku 1667, w 1670 otrzymał obywatelstwo miasta Amsterdam, wydał wiele pozycji, lecz musiał ogłosić upadłość w 1680 lub - wedle innych źródeł zamknąć swoje wydawnictwo wskutek decyzji władz holenderskich 3 stycznia 1681. Był ateistą znanym z krytycznego nastawienia wobec Kościoła oraz ustroju monarchicznego. Wydał m.in. Apologie pour les protestans (1680) oraz być może obrazoburczy traktat De Tribus Impostoribus, skierowany przeciwko judaizmowi, chrześcijaństwu i islamowi. Wsławił się publikowaniem Quintessences, w których atakował Ludwika XIV.
Przypisuje mu się autorstwo pierwszej biografii Spinozy, wydanej anonimowo w 1719. Nie jest pewne, czy znał Spinozę osobiście, ale na pewno zaliczał się do kręgu jego zwolenników. Choć Steven Nadler uważał, że Lucas znał Spinozę, a w swej książce podsumował praktycznie wszystko, co wiemy o wczesnych latach Spinozy. Zdaniem Leszka Kołakowskiego biografia została napisana w 1678 lub 1688 i mimo drobnych przekłamań "stanowi najważniejsze świadectwo biograficzne dotyczące Spinozy i jest nieocenionym źródłem do znajomości życia filozofa". W przeciwieństwie do biografii autorstwa Johana Köhlera (Colerusa), który był wrogo nastawiony wobec Spinozy, Lucas napisał biografię w tonie pochwalnym wobec tego filozofa, propagując jego dorobek. Część autorów dopuszcza, iż autorem mógł być holenderski dyplomata i polityk Jan Vroesen.